# أوكلي كانونير
أوكلي كانونير (مواليد 6 مايو 2004) هو لاعب كرة قدم إنجليزي يلعب في مركز المهاجم في أكاديمية ليفربول..

## روابط خارجية
- أوكلي كانونير على موقع الاتحاد الأوربي (الإنجليزية)
- أوكلي كانونير على موقع قاعدة بيانات كرة القدم.إي يو (الإنجليزية)
- أوكلي كانونير على موقع Soccerway.com (الإنجليزية)